# 生体パスポート
生体パスポート（せいたいパスポート）またはバイオロジカル・パスポート（英: Biological passport）とは、スポーツ選手の一定期間における生物学的マーカーを記録し、これを照合することでドーピングを検知するドーピング検査手法である。
従来の手法では、検査に際して体内から禁止物質が検出されるか否かで判断がなされていたが、生体パスポートでは継続的な観察により、通常であれば生理学的にありえない（例えば禁止薬物を用いたような）体質の変化から、ドーピングを検知する。

## 概要
生体パスポートの語が登場したのは比較的新しいが、生物学的マーカーを用いることは反ドーピングの歴史においては新しいものではない。尿や血中から薬物を検知するのではなく、生物学的マーカーからドーピングを検知しようとしたのは、おそらくテストステロンが最初である。テストステロンのような元々体内に存在するステロイドホルモン（内因性物質）は、それが体外から摂取されたものか立証するのが困難であり、そこでエピテストステロンの濃度比（T/ET）が正常範囲内にあるかを求め、間接的にテストストロンの使用を検知する。この手法は、1980年代初期より用いられ続けている。1997年には、当時直接的な手法では検知不可能だった遺伝子組換えエリスロポエチンを検出する目的で、国際自転車競技連合（UCI）や国際スキー連盟といった国際的な組織が血液検査でのマーカーを用いた手法を導入している。生体パスポートの語は、2002年に「アスリートパスポート（athlete passport）」という専門用語で用いられたのが確認できる。この手法の長所は、世界アンチ・ドーピング機構が採用した科学文献によって明晰にされた。
多くの人が、生体パスポートが、プロスポーツの公平性を保証する優れた手段であると信じている。新しいドーピング薬物ができるたびに、新しい検知技術を模索しなければならない一方で、生体パスポートは、人間の生理学的安定性に着目しているという利点がある。新薬は先例がなく、ゆえにその有効性と（禁止された場合の）有効な検知方法の適用は、多くの場合に数年の遅れがある。しかし、人間の生体機能はいくつかの世代を通じて同じままであり、今日、生体パスポートの指標として作られたバイオマーカーは、すべて少なくとも数十年間は有効であると考えられる。例えば、パスポートの血液測定基準は、筋肉への酸素移動を増強する遺伝子ドーピングのどんな形式とも同等に、組み換えのエリトロポイエチンを用いた将来のいかなるドーピング手法にも対応できる。
また、薬物テストは陰性と出ても、そのスポーツ選手が禁止薬物を使っていないことを必ずしも意味しないが、生体パスポートは、それを競争相手に示すことによって、自身がいつもと同じ自然な状態で戦うことを明らかにすることができる。

## 実例
2008年、生体パスポートはUCIの2008年シーズンにおいて実証され多くの注目を浴びた。2008年5月、UCIは23名の選手が生体パスポートに基づく血液検査の第1段階で、ドーピング疑惑があることを明らかにした。2010年、遺伝子組換えエリスロポエチンおよび同化ステロイドのような体内で生成されたものと同じ分子構造を持つデザイナードラッグの入手が容易になったことで生体パスポートの重要性が増した。
生体パスポートの血液検査基準は、あらゆる血液ドーピングも検知することを目標としている。しかし、これら基準は、それぞれのスポーツによって開発や確認、適用が異なっている。